# دیمون لیندلوف
دیمون لیندلوف (انگلیسی: Damon Lindelof؛ زادهٔ ۲۴ آوریل ۱۹۷۳) یک تهیه‌کننده و فیلمنامه‌نویس آمریکایی است، او بیشتر به دلیل تهیه‌کنندگی اجرایی و فیلمنامه‌نویسی سریال لاست مشهور شده‌است، او همچنین نویسندهٔ سریال‌های بازماندگان، عبور از جوردن، نش پل و برهنه است، او در ابتدا با استودیوهای پارامونت، فاکس قرن بیستم و آلن لد کار می‌کرد.

## بیوگرافی
لیندلوف در تینک، نیوجرسی دیده به جهان گشود، او تحصیلات دبیرستانی‌اش را در دبیرستان شهرش گرفت، او در نوجوانی استعداد نویسندگی‌اش را گسترش داد و پس از گذراندن دورهٔ کارشناسی تئاتر در دانشگاه نیویورک فارغ التحصیل شد، او یکی از طرفداران حزب دموکرات آمریکا است.

### حرفه
لیندلوف علاوه بر فیلم و سریال نویسندهٔ چندین کمیک نیز هست.

#### لاست
لیندلوف یکی از نویسندگان و تهیه‌کنندگان لاست است، او در سال فوریهٔ ۲۰۰۶ به همراه دیگر نویسندگان لاست موفق به دریافت جایزهٔ انجمن نویسندگان آمریکا برای نویسندگی بهترین سریال درام در فصل‌های اول و دوم لاست شدند. او سه بار موفق به کسب این جایزه شد، در فوریهٔ ۲۰۰۷ برای کارش بر روی فصل دوم و فصل سوم، در فوریهٔ ۲۰۰۹ برای فصل چهارم و در فوریهٔ ۲۰۱۰ برای فصل پنجم موفق به دریافت جایزه شد.

#### دیگر پروژه‌ها
لیندلوف تهیه‌کنندهٔ فیلم پیشتازان فضا و نویسندهٔ چندین قسمت از سریال‌هایی چون "عبور از جوردن" و "برهنه" است.